# 'Ndrangheta
'Ndrangheta je italská zločinecká organizace, jejímž hlavním působištěm je region Kalábrie. V průběhu posledních dvou desetiletí se stala nejmocnější italskou mafií a odhaduje se, že její aktivity tvoří 3 % italského HDP; postupně se však její aktivity rozšířily do celého světa. Primárním zdrojem zisků je pašování kokainu. Soudržnost a mlčenlivost členů 'Ndranghety je založena na pokrevních vztazích, celou organizaci pak řídí shromáždění bossů lokálních buněk, tzv. Nejvyšší rada.

## Historie
Název 'Ndrangheta pochází pravděpodobně z řeckého slova andragathía (hrdinství, ctnost, mužnost) nebo andragathos (statečný muž). Přestože se předpokládá, že 'Ndrangheta byla aktivní již na začátku 18. století, první faktická zmínka o ní pochází až z roku 1861, kdy došlo ke sjednocení městských států. Další zmínka je pak z roku 1888; týkala se anonymního udání na prefekta provincie Reggio di Calabria, Francesca Paternostra, a odkazovala na tajnou sektu, kterou měla být 'Ndrangheta.
Organizaci provází od samého počátku kriminální činnost včetně únosů a vražd. Po většinu 20. století měla 'Ndrangheta jen nejasnou strukturu, jež vedla ke krvavým vnitřním sporům. Známým se stal únos Johna Paula Gettyho III. v roce 1973, za jehož propuštění 'Ndrangheta inkasovala 2,9 milionu dolarů. K proměně ve vysoce strukturovanou organizaci pak došlo koncem 20. století. V novodobé historii se 'Ndrangheta nejvíce projevila ve dvou velkých konfliktech – za první se považuje válka, která vypukla v roce 1975 po zabití Antonia Macri a vyžádala si asi 300 obětí. Druhá válka 'Ndranghety mezi lety 1985–1991 stála kolem 700 lidských životů.
V roce 2014 odsoudil 'Ndranghetu velice ostře papež František, podle nějž se mafiáni svým jednáním exkomunikují z církve.

### Velký policejní zátah a soudní procesy
Po několikaletém vyšetřování provedla policie v prosinci 2019 koordinovaný mezinárodní zátah, během kterého bylo při raziích v Itálii, Německu, Švýcarsku a Bulharsku zadrženo několik stovek osob. První proces s 91 obžalovanými začal v lednu 2021 ve městě Lamezia Terme, a to v budově se speciálně pro tento účel postavenou podzemní soudní síní. Soud 6. listopadu 2021 odsoudil 70 obviněných mimo jiné ze spojení s mafií, pokusu o vraždu, obchodu s drogami, praní špinavých peněz, vydírání a nelegálního držení zbraní. Zhruba třetina odsouzených dostala tresty vězení na 10 a více let. Mezi odsouzenými k trestu 20 let odnětí svobody je i Pasquale Gallone, jenž je považován za pravou ruku Luigiho Mancusy, přezdívaného Strýc, který je údajným šéfem 'Ndranghety. Proces s ním a dalšími více než 350 obžalovanými probíhá, přičemž se očekává, že potrvá zhruba 2 roky.

## Struktura
Od ostatních zločineckých organizací mafiánského typu se 'Ndrangheta liší především svou strukturou. Nezakládá se na pyramidálním členění, ale na horizontálním rozvržení moci. Jednotlivé klany, kterých může být podle odhadů mezi 100 a 150 a čítají asi 7 000 členů, mají rozdělené sféry vlivu, jednotlivé části Kalábrie.
Členové 'Ndranghety si říkají 'ndrinu a organizace sama se pak nazývá 'ndrina. Je založena na krevním poutu. Členy se stávají prakticky pouze rodinní příslušníci z jednotlivých klanů. (Kariérní postupy v rámci 'Ndranghety si však musí každý člen zasloužit a prokázat svou kriminální činností, že do společenství patří.) Sňatky se praktikují opět mezi klany. Tímto způsobem je větší jistota zachování omerty a soudružnosti založené na příbuzenských vztazích.
Oproti organizaci Cosa nostra, která je tradičně pouze mužskou záležitostí, využívá 'Ndrangheta také ženy. Pracují jako spojky, hlídají kradené zboží, podílejí se na vydírání i lichvě.
Příslušníci organizace nabývají různých hodností:
- Giovane d'onore – titul, který je díky dědickému právu udělován právě narozenému dítěti, neznamená však faktickou hodnost
- Picciotto d'onore – voják, který je povinen bezpodmínečně plnit příkazy vyšších šarží
- Cammorista – vyšší hodnost s většími pravomocemi (zde neznamená člen Camorry)
- Sgarrista, někdy též Camorrista di Sgarro
- Santista
- Vangelo neboli Vangelista – název odvozen od přísahy, kdy člen pokládá ruku na evangelium a přísahá věrnost organizaci.
- Quintino – pouze několik privilegovaných členů, kteří mají výhradní práva a povinnosti. V minulosti byla jejich poznávacím znamením vytetovaná pěticípá hvězda.
- Associazione – společná rada

## Aktivity
Jednou z nejvýznamnějších aktivit 'Ndranghety je obchod s drogami. Jedná se zejména o kokain, hašiš a heroin. Již od 80. let 20. století má organizace vedoucí pozici na evropském trhu s kokainem, přičemž většina zdejšího kokainu, původem z Jižní Ameriky a dalších míst, má pocházet právě z kalábrijského přístavu Gioia Tauro.
Dále se 'Ndrangheta zabývá obchodem se zbraněmi, paděláním peněz a zboží, vydíráním, lichvou a vymáháním poplatků za „ochranu“. Tyto peníze jim podle odhadů platí až 70 % obchodníků (zbývajících 30 % však zřejmě beztoho patří mafii). Mezi další aktivity 'Ndranghety patří organizování prostituce, nákup nemovitostí a provoz hotelů a restaurací, korupce, únosy lidí (vězní je v jeskyních nebo ovčárnách v horách), obchod s plutoniem, obchod s diamanty. 'Ndrangheta také pro sebe využívá zemědělské dotace Evropské unie. Podobně jako Camorra se i 'Ndrangheta zabývá ilegální likvidací odpadu, vytváří divoké skládky zejména pro radioaktivní odpad.
Organizace při svých aktivitách, podobně jako jiné mafie (italská Cosa nostra, japonská Jakuza, čínské triády), navazuje důležité kontakty v rámci oficiálních struktur a často se infiltruje do důležitých místních úřadů. Díky tomu se jí daří navazovat také kontakty s místními lidmi, kteří pak své problémy často neřeší prostřednictvím oficiálních státních struktur (soudy), ale místo toho se obrací na členy mafie.

## 'Ndrangheta ve světě
'Ndrangheta se od svého vzniku koncentrovala vždy výhradně v regionu italské Kalábrie, její centrum lze najít v provinciích Reggio di Calabria a Crotone. Přesto její činnost sahá nejen do států Evropy, ale i Ameriky a Austrálie.
V Německu, Francii, Belgii a Rusku především skupuje nemovitosti, V Nizozemsku a Španělsku obchoduje s kokainem, stejně jako ve Spojených státech, Bolívii, Brazílii a Kolumbii. V Kanadě jde kromě drog také o obchod se zbraněmi. V Jižní Africe se pak zabývá obchodováním s diamanty. Podle Roberta Saviana jde ve východní Evropě především o obchod se zbraněmi, zvláštní zájem má 'Ndrangheta údajně o československý samopal vzor 58. Ve východní Evropě organizace často kupuje pozemky, spolupracuje s místními, a žádá o příspěvky z evropských fondů, které pak využije pro pašování drog.
Organizace působí i na východním Slovensku, kde koupila řadu bývalých zemědělských družstev, zanedbaných farem a pozemků a také začala působit v oblasti vodohospodářství. Bylo zdokumentováno přibližně 30 objektů ve vlastnictví 'Ndranghety, která pak na tyto objekty pobírá evropské dotace. Přítomnost organizace v regionu a její kontakty na některé slovenské politiky (Viliam Jasaň, Richard Raši) byly odhaleny v roce 2018, po vraždě novináře Jána Kuciaka (s 'Ndranghetou souvisela i jedna z prvních vyšetřovacích verzí případu, protože Kuciak ve svých článcích rozkrýval její slovenské aktivity). V Michalovcích u hranic s Ukrajinou se dokonce mělo nacházet překladiště drog z Jižní Ameriky, určených pro export do Turecka.